# بورشز (اسن)
بورشز (به فرانسوی: Bouresches) یک کمون در فرانسه است که در ان (ا-دو-فرانس) واقع شده‌است. بورشز ۷٫۵۲ کیلومتر مربع مساحت دارد ۱۲۳ متر بالاتر از سطح دریا واقع شده‌است.